# Svetlana Olexenko
Svetlana Olexenko –en ucraniano, Светлана Олексенко– es una deportista ucraniana que compitió en vela en la clase 470. Ganó una medalla de oro en el Campeonato Europeo de 470 de 1993.

## Palmarés internacional
| \| Campeonato Europeo \| Campeonato Europeo \| Campeonato Europeo \| Campeonato Europeo \| \| Año \| Lugar \| Medalla \| Clase \| \| ------------------ \| ---------------------- \| ------------------ \| ------------------ \| \| 1993 \| Breitenbrunn (Austria) \| Medalla de oro \| 470 \| |                        |                |       |
| Campeonato Europeo |                        |                |       |
| Año | Lugar                  | Medalla        | Clase |
| 1993 | Breitenbrunn (Austria) | Medalla de oro | 470   |